# توس-۱
توس-۱ (به روسی: тяжёлая огнемётная система [ТОС-1]، سیستم شعله‌افکن سنگین) یک راکت‌انداز چندگانه ۲۲۰ میلی متری ۳۰ بشکه (سیستم اصلی، Object 634 یا TOS-1M) یا ۲۴ بشکه (Object 634B یا TOS-1A) شوروی است که قادر به استفاده از کلاهک‌های ترموباریک است که بر روی شاسی تانک تی-۷۲ نصب شده‌است. توس-۱ برای حمله به مواضع مستحکم دشمن و خودروهای زرهی سبک و ترابری، به‌ویژه در زمین‌های باز طراحی شده بود. اولین آزمایش‌های جنگی در سال‌های ۱۹۸۸ و ۱۹۸۹ در دره پنجشیر در طول جنگ شوروی و افغانستان انجام شد. توس-۱ برای اولین بار در سال ۱۹۹۹ در امسک به نمایش گذاشته شد.
توس-۱ به واحدهای توپخانه نیروهای مسلح روسیه اختصاص ندارد اما در نیروهای حفاظتی ان‌بی‌سی روسیه یافت می‌شود.